# Orthochirus birulai
Espèce
Orthochirus birulai est une espèce de scorpions de la famille des Buthidae.

## Distribution
Cette espèce est endémique du Khyber Pakhtunkhwa au Pakistan. Elle se rencontre dans le district du Haut-Dir.

## Description
La femelle holotype mesure 40,47 mm.

## Étymologie
Cette espèce est nommée en l'honneur d'Alexei Andreevich Byalynitsky-Birula.

## Publication originale
- Kovařík, Fet & Yağmur, 2020 : « Further review of Orthochirus Karsch, 1892 (Scorpiones: Buthidae) from Asia: taxonomic position of O. melanurus, O. persa, O. scrobiculosus, and description of six new species. » Euscorpius, vol. , no 318, p. 1-78 (texte intégral).